# Реммельс
Реммельс (нім. Remmels) — громада в Німеччині, розташована в землі Шлезвіг-Гольштейн. Входить до складу району Рендсбург-Екернферде. Складова частина об'єднання громад Міттельгольштайн.
Площа — 9,49 км2. Населення становить 421 ос. (станом на 31 грудня 2020).

## Галерея

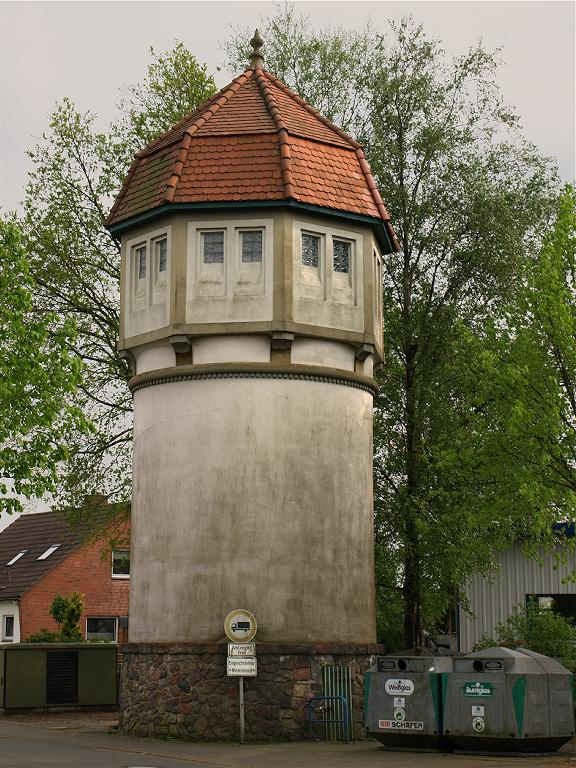